# Capitan Baby
Capitan Baby (Captain January) è un film muto del 1924 diretto da Edward F. Cline. La sceneggiatura di John Grey e Eve Unsell si basa sul romanzo Captain January di Laura Elizabeth Richards, pubblicato a Boston nel 1891.
La protagonista era interpretata dalla piccola Baby Peggy, la più famosa attrice bambina dell'epoca del cinema muto. Il suo ruolo venne ripreso nel 1936 da Shirley Temple nel remake Capitan Gennaio, film che aveva come regista David Butler.

## Trama
Jeremiah Judkins, guardiano di un faro, trova una bambina che sembra essersi salvata da un naufragio e la tiene con sé, crescendola come fosse figlia sua. Una notte, l'uomo si addormenta e lascia spenta la luce del faro. Questa negligenza provoca un incidente e un panfilo va a incagliarsi tra gli scogli. A bordo dell'imbarcazione si trova anche Isabelle Morton che, scesa a terra, va al faro dove conosce Capitan Gennaio, come viene chiamata la piccola orfana. In lei, Isabelle riconosce la figlia di sua sorella, rimasta uccisa in mare. Prende allora la piccola e la porta a casa sua. Ma, qui, Capitan Gennaio è infelice, lontana dal faro e da Jeremiah. Quando i due si rivedono, i Morton capiscono che il vecchio e la bambina non possono vivere separati. Decidono allora di ospitare nella loro casa anche il vecchio guardiano del faro. Vivranno tutti insieme, finalmente felici.

## Produzione
La lavorazione del film, prodotto da Sol Lesser per la sua casa di produzione, la Sol Lesser Productions (con il nome Principal Pictures Corp.), durò da fine dicembre 1923 a inizio febbraio 1924. Gli esterni con il faro vennero girati a Laguna Beach, in California.

## Distribuzione
Il film venne presentato in anteprima al Criterion Theatre di Santa Monica. Moving Picture World del 19 e del 26 luglio 1924 riportava che la prima del film si era tenuta al Mark Strand Theatre di New York il 6 luglio 1924, segnando la prima apparizione pubblica di Baby Peggy. La presentazione al pubblico fu seguita il 14 luglio da proiezioni simultanee al Grand Opera House di Pittsburgh e al Palace Theatre di Filadelfia. Il film fu distribuito dalla Principal Distributing Corporation.
Copie complete della pellicola si trovano conservate negli Archives Du Film du CNC di Bois d'Arcy; in quelli del Gosfilmofond di Mosca, della Biblioteca del Congresso di Washington, del George Eastman House di Rochester, dell'UCLA Film And Television Archive di Los Angeles, del Danish Film Institute di Copenaghen, della Cinémathèque française di Parigi.
Nel 2007, la Grapevine ha distribuito una versione in DVD del film della durata di 63 minuti in NTSC, insieme a Snooky’s Fresh Heir.